# Професионална гимназия по механоелектротехника и електроника
Професионалната гимназия по механоелектротехника и електроника е техническо училище в град Бургас.

## История
След създаването на търговската гимназия в Бургас, през 1925 в града се създава Държавно практическо механотехническо училище. Основател на училището е Георги Дипчев, който е инспектор по парни котли. Учебната 1925/1926 започва с 82 ученика, които са разделени в две паралелки. През 1926 година е съставен проект за собствена сграда на гимназията от архитект Славов. Сградата е открита официално на 4 март 1927. През 1929 година в София се провежда изложба от всички гимназии в България. Механотехническото училище печели първо място, с представените от него изделия. От 1939 година наименованието на училището е променено на Държавно средно механотехническо училище. От 1958 година гимназията става Техникум по механотехника. Същата година се създава и танцова трупа. През 1975 година техникумът получава орден „Кирил и Методий“ – І степен. През 2003 година техникуът е преименуван на Професионална гимназия по механо–електротехника и електроника.

## Директори
- Георги Василев Дипчев – 1926-1931
- инж. Лефтер Атанасов Янев – 1931-1935
- инж. инж. Иван Тошков – 1935-1937
- инж. Сотир Богданов – 1937-1941
- инж. Георги Стоев Кьосев – 1941-1953
- Димо Андреев Димов – 1953-1963
- инж. Стоян Радев Стоянов – 1963-1972
- инж. Тодор Енчев – 1972-1990
- инж. Димитър Иванов Шишманов – 1990-2010
- инж. Роза Арсова Желева – 2010

## Профили
- ковачество (бивш профил)
- шлосерство (бивш профил)
- промишлена естетика и дизайн
- автотранспортна техника
- компютърни мрежи
- електрообзавеждане на транспортна техника
- електрообзавеждане на промишлеността
- микропроцесорна техника

## Възпитаници
- Божидар Димитров – историк